# 小西如清
小西 如清（こにし じょせい）は、安土桃山時代の商人。豪商小西隆佐の息子で、豊臣氏に家臣として仕えた父の後を継いだ。

## 略歴
小西家の家業は薬屋で、小西隆佐の長男として生まれる。
一部の文書では父の隆佐と同視されるが別人で、系図上、行長を如清の子とする説もあるが、江戸時代の系図作家が長男であることの辻褄を合わせたものと思われ、現在では有力な説ではない。養子としたという事実は確認されていないが、宣教師の残した文書の記述に混乱があり、古くから養子説もあった。
現在の定説では、如清は、大名・小西行長、小西行景の実の兄に当たり、小西主殿介は異母兄弟。
元亀4年（1573年）に将軍・足利義昭が織田信長によって追放された京都の動乱の際には、父と共にルイス・フロイスら宣教師の警固に加わった。天正7年（1579年）、洗礼を受けてキリシタンとなった。洗礼名はベントとされる。熱心な信者で、バテレン追放令に際しては、1588年、イエズス会のアクアヴィーヴァ総長に苦境を伝える手紙を出した信徒11名の連著の中に加わった。
文禄3年（1594年）、隆佐の死後、豊臣秀吉より生前に父が歴任していた堺代官に任じられ、石田三成の兄・正澄と連携して職を果たした。
慶長5年（1600年）、関ヶ原の戦いの後、小西行長の妻・菊姫（霊名ジュスタ）と共に捕えられ、行長の子息（氏名不詳）の裁判のために京都に送られたとする記録があるが、その最期は定かでない。